# Långkörare
Långkörare brukar man kalla en följetong/såpaserie som har gått på TV/radio/tidning i flera år, alternativt en teaterpjäs som spelats länge.

## TV-serier som blivit långkörare
- Cityakuten (E.R.)
- Dallas
- Den gamle deckarräven (Der Alte) (på tysk TV sedan 1977)
- Glamour (The Bold and the Beautiful)
- Hem till gården (Emmerdale)
- I lagens namn (Law & Order)
- Kvinnofängelset (Prisoner: Cellblock H)
- Makt och begär (The Young and the Restless)
- På heder och samvete (JAG)
- Rederiet
- Tatort (på tysk TV ända sedan 1970)
- Tre kronor
- Varuhuset
- Våra bästa år (Days of Our Lives) (på amerikansk TV ända sedan 1965)